# Pinus patula
Il pinus patula è un albero sempreverde aghifoglie del genere Pinus originario degli altipiani del Messico centrale e meridionale dove viene coltivato anche per la produzione di legname.